# Vacrothele hunanica
Vacrothele hunanica is een spinnensoort uit de familie Macrothelidae. De soort komt voor in China.